# Cessieu
Cessieu é uma comuna francesa na região administrativa de Auvérnia-Ródano-Alpes, no departamento de Isère. Estende-se por uma área de 14,35 km². Em 2010 a comuna tinha 3 122 habitantes (densidade: 217,6 hab./km²).